# ثأر شينوبي (لعبة سيجا 1989)
ثأر شينوبي أو انتقام شينوبي (بالإنجليزية: The Revenge of Shinobi)‏ ، التي نشرت في اليابان باسم شينوبي سوبر (ザ・スーパー・忍) هي لعبة فيديو والتي أصدرتها سيجا في عام 1989. وهي أول لعبة ل لسلسلة شينوبي لجهاز العاب السيجا، وتم اصداره أيضا إلى الأجهزة التجارية التي تسمى بالكبائن والتي تشغل عن طريق ادخال نقود معدنية وتسمى تلك الكبائن ب ميجا تك عن طريق الشركة نفسها في نفس العام.
اللعبة هي تكملة لشينوبي، وهي لعبة تجارية عام 1987، وتحتوي على موسيقى تصويرية ألفها كوشيرو. وقد أدرجت اللعبة في مصنفات: ألعاب ميجا 2، سيجا كلاسيكز آركيد كولكشن (على ميجا سي دي)، أعيد إصدارها لجهاز وي في عام 2009.
اللعبة هي لعبة تقليدية لألعاب المنصات. اللاعب يسيطر على جو موساشي ويجب إكمال ثماني مناطق قبل المواجهة النهائية مع رئيس عصابة نيو زيد. كل حي يتكون من ثلاثة مشاهد، وآخرها معركة ضد الزعيم.

## الاستقبال
تم تقييم اللعبة ب 5 نجوم من قبل مجلة "دراجون"، ولكن الزعيم الأخير تم انتقادة من قبل النقاد

## حقوق النشر
- أنتهكت اللعبة حقوق النشر لإحدى الشركات، وتصوير شخصيات السينما الأمريكية واليابانية على أنهم أشرار، وذلك مثل رامبو، وغودزيلا وسبايدر مان وبات مان، وكانت ذلك في النسخة رقم 1.00.
- تم تعديل معظم شخصيات معروفة إلى شخصيات وهمية لنسخة رقم 1.02.[6]

## وصلات خارجية
- Official website (باليابانية)
- ثأر شينوبي على موبي غيمز
- Hardcore Gaming 101: The Shinobi Series